# Армянская степная гадюка
Армянская степная гадюка (лат. Vipera eriwanensis) — ядовитая змея из семейства гадюковых.

## Описание
Некрупная гадюка, длина тела достигает до 48 см, длина хвоста 7—8 см. Голова сильно вытянута, край морды слегка приподнят и приострен. Крупные надглазничные и теменной щитки слегка вогнуты, как и вся поверхность передней части головы. Количество брюшных щитков 137—148, подхвостовых 25—34 пары. Вокруг середины тела 19—21 ряд чешуи, чаще 21.

### Окраска
Змея имеет сверху светло-серый окрас с четким черно-коричневым зигзагообразным рисунком. Брюхо темно-серое в черных крапинах.

## Распространение
Встречается в провинциях Карс и Эрзурум на северо-востоке Турции и горно-степных районах Армении на высоте 1000—2200 м над уровнем моря.

### Местообитания
Населяет сухие склоны гор, каменистые горные степи, берега каньонов, поросшие кустарниками. В летнюю жару гадюка спускается ниже, в более влажные участки и переходит с дневной только на сумеречную и утреннюю активность. Зимовка оканчивается в апреле-мае.

## Действие яда
Гадюка ядовита как и другие гадюковые. Яд гемолитического действия (воздействует на кровь и кроветворные органы). Укусы представляют большую опасность для жизни домашних животных и человека. Укушенные животные погибают от несворачиваемости крови и многочисленных кровоизлияний во внутренние органы.

## Питание
Змея питается мышевидными грызунами, прямокрылыми и ящерицами. Не взрослые особи преимущественно питаются прямокрылыми.

## Зимовка
Гадюка зимует в пещерах и колониях грызунов по берегам каньонов, уходят на зимовку в октябре.

## Сходные виды
Армянская степная гадюка отличается от гадюки Даревского более узкой и низкой головой с более заостренной мордой с приподнятыми краями. От армянской гадюки — более мелкими размерами и отсутствием выступающих надглазничных щитков.